# Cortyta griaseacea
Cortyta griaseacea là một loài bướm đêm trong họ Erebidae.